# Zorochros misellus
Zorochros misellus là một loài bọ cánh cứng trong họ Elateridae. Loài này được Boheman miêu tả khoa học năm 1859.